# قلعة بردستان
قلعة بردستان (بالفارسية: قلعه بردستان) هي قلعة تاريخية تعود إلى عصر القاجاريون، وتقع في بردستان.